# جوثير واجونفابريك

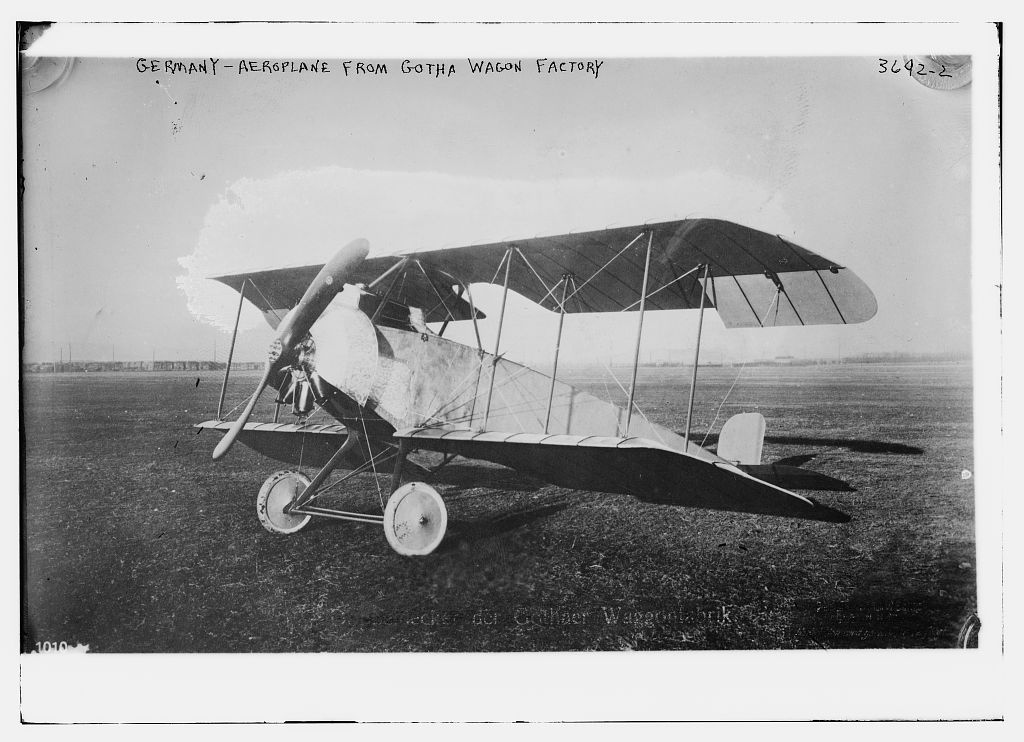
طائرة Gothaer Waggonfabrik LD.5 في عام 1915

جوثير واجونفابريك ( Gotha ، GWF) شركة ألمانية لتصنيع المعدات الدارجة تأسست في أواخر القرن التاسع عشر في غوتا . خلال الحربين العالميتين، توسعت الشركة إلى بناء الطائرات. 

## الحرب العالمية الأولى

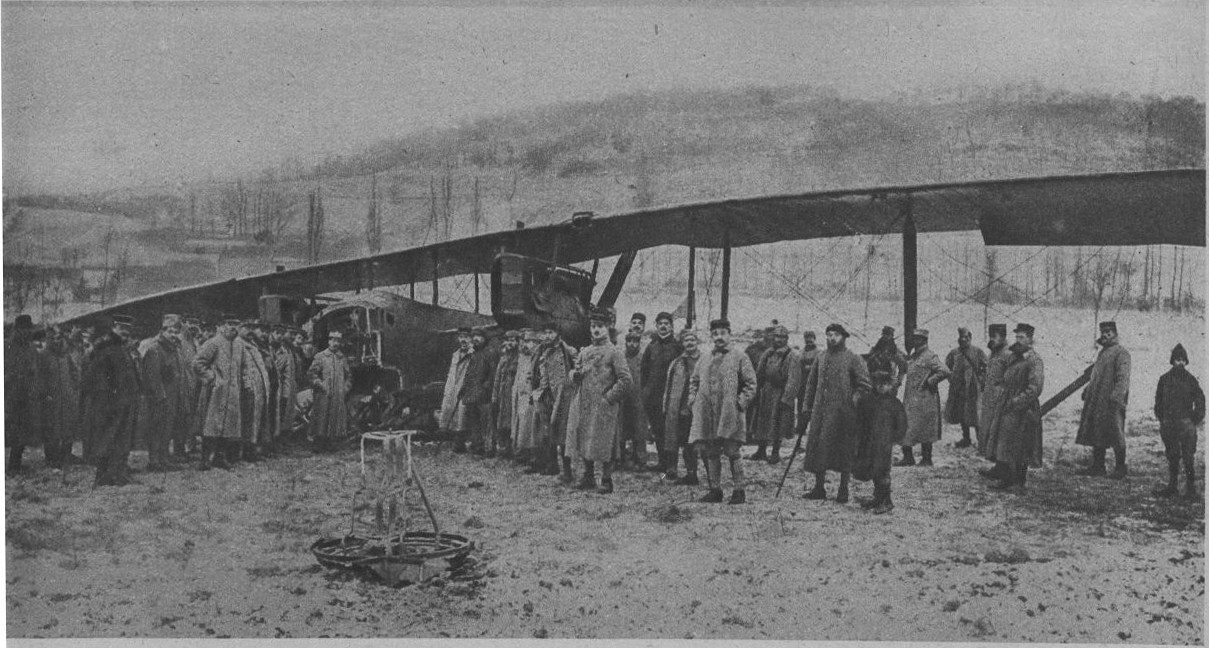
تحطم AEG GIV 23 ديسمبر 1917

في الحرب العالمية الأولى، كانت جوثا مُصنِّعة لسلسلة من القاذفات الناجحة للغاية استنادًا إلى تصميم عام 1914 من قبل أوسكار أورسينوس، ولكن تم إعادة تصورها بشكل كبير من قبل هانز بوركهارد. من عام 1917، والتوأم تصميم بوركهارد- انتهازي كانت الطائرات القاذفة ذات السطحين قادرة على تنفيذ قصف استراتيجي البعثات على انجلترا، أول طائرة أثقل من الهواء المستخدمة في هذا الدور. تم بناء عشرات من هذه القاذفات في عدد من الأنواع الفرعية - Gotha GI ومقرها Ursinus ، والخلافة التي صممت بورخارد GII ، GIII ، GIV ، GV. كان هذا النوع الأخير هو الأكثر إنتاجًا، مع ستة وثلاثين في الخدمة في أسراب في نقطة واحدة. 

## سنوات ما بين الحرب
في حين تم حظر ألمانيا من تصنيع الطائرات العسكرية بموجب معاهدة فرساي، عادت جوثا إلى مساعي السكك الحديدية، لكنها عادت إلى الطيران مع صعود الحكومة النازية والتخلي عن قيود المعاهدة. 

## بعد الحرب
بعد الحرب، عادت جوثا مرة أخرى إلى غرضها الأصلي، وبناء الترام وعربات السكك الحديدية الخفيفة في ألمانيا الشرقية السابقة. 

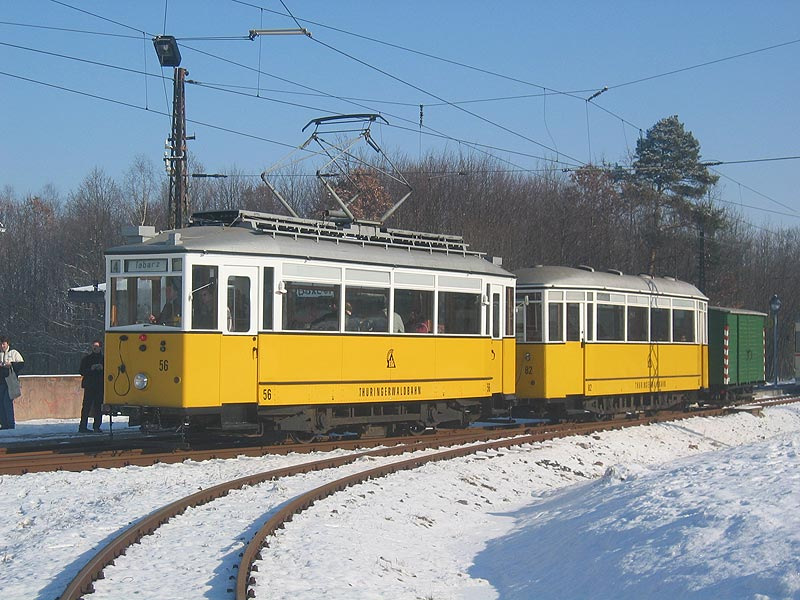
ترام جوثا الذي بني في أواخر عشرينيات القرن العشرين

## قائمة الطائرات
شملت طائرات جوتا: 
- Gotha BI / II
- جوتا غي
- Gotha G.II
- Gotha G.III
- Gotha G.IV
- Gotha GV
- Gotha G.VI
- Gotha G.VII
- Gotha G.IX
- Gotha GX
- جوتا LD.1
- Gotha WD.2
- Gotha WD.3
- Gotha WD.7 ، مدرب طائرة مائية ، 1916
- Gotha WD.11 ،
- Gotha WD.14 ،
- Gotha WD.27 ،
- Gotha Go 145 ، مدرب
- Gotha Go 146 ، النقل الصغير (محرك مزدوج) ، 1935
- Gotha Go 147 ، استطلاع STOL (نموذج أولي)
- Gotha Go 149 ، مدرب عسكري ، اثنان مبنيان
- Gotha Go 150 ، طائرة خفيفة
- هورتن هو 229 ، مقاتل (جناح طائر) ، تم اختيار جوثا للإنتاج الضخم
- Gotha Go 242 ، طائرة شراعية للنقل
- Gotha Go 244 ، النقل
- Gotha Go 345 ، طائرة شراعية هجومية
- Gotha Ka 430 ، طائرة شراعية للنقل
- Gotha Taube شكل من أشكال اتريش توب